# Czesław Sadowski (polityk)
Czesław Sadowski (ur. 25 kwietnia 1923 w Bućkach, zm. 26 lutego 2019 w Warszawie) – polski socjolog i polityk, poseł na Sejm PRL III, IV i V kadencji.

## Życiorys
Syn Zygmunta i Marii. Podczas II wojny światowej znalazł się na terenie Związku Radzieckiego. W 1943 został członkiem 1 Dywizji im. Tadeusza Kościuszki. Ukończył szkołę oficerską w Riazaniu. Był uczestnikiem bitwy pod Lenino w szeregach Wojska Polskiego. Ciężko ranny został w walkach na Lubelszczyźnie.
Został absolwentem dwuletniej Szkoły Partyjnej przy KC PZPR. Był działaczem Zjednoczonego Stronnictwa Ludowego, w 1950 podjął na własną prośbę pracę cywilną jako inspektor Głównej Komisji Kontroli, w latach 1951–1955 był kierownikiem Biura Listów i Zażaleń, od 1955 do 1962 prezesem Wojewódzkiego Komitetu w Olsztynie, a w 1962 został kierownikiem Wydziału Organizacyjnego Naczelnego Komitetu. Pracował też jako instruktor w Wojewódzkim Komitecie ZSL w Szczecinie. W 1967 studiował na Wydziale Historyczno-Socjologicznym Wyższej Szkoły Nauk Społecznych przy KC PZPR w Warszawie. Posiadał wykształcenie wyższe socjologiczne.
Był przewodniczącym prezydium Wojewódzkiej Rady Narodowej w Łodzi. W 1961, 1965 i 1969 uzyskiwał mandat posła na Sejm PRL. W trakcie III i IV kadencji zasiadał w Komisji Spraw Zagranicznych, następnie w V kadencji w Komisji Budownictwa i Gospodarki Komunalnej.
Pochowany 4 marca 2019 w kolumbarium na cmentarzu Powązkowskim w Warszawie.

## Odznaczenia
- Order Sztandaru Pracy II klasy
- Krzyż Oficerski Orderu Odrodzenia Polski
- Krzyż Kawalerski Orderu Odrodzenia Polski (1955)[3]
- Srebrny Krzyż Zasługi
- Krzyż Partyzancki
- Krzyż Walecznych
- Medal 10-lecia Polski Ludowej (1955)[4]
- Odznaka 1000-lecia Państwa Polskiego (1966)[5]